# 三村光弘
三村 光弘（みむら みつひろ）は、日本の法学研究者。専門は、朝鮮民主主義人民共和国（北朝鮮）の経済関係法および統一・南北関係に関する諸法、大韓民国（韓国）の統一・南北関係に関する諸法。中国の対外経済関係法。朝鮮経済。

## 学歴
- 1993年3月　大阪外国語大学外国語学部朝鮮語学科卒業
- 1993年4月　大阪大学法学部法学科3年次編入学
- 1995年3月　大阪大学法学部法学科卒業
- 1995年4月　大阪大学大学院法学研究科博士前期課程入学
- 1997年3月　大阪大学大学院法学研究科博士前期課程修了
- 1997年4月　大阪大学大学院法学研究科博士後期課程入学
- 2001年3月　大阪大学大学院法学研究科博士後期課程修了　博士（法学）取得

## 職歴
- 1997年5月～1998年3月　大阪大学法学部リサーチアシスタント
- 1999年5月～2000年3月　大阪大学法学部リサーチアシスタント
- 2000年5月～2001年3月　大阪大学法学部リサーチアシスタント
- 2000年9月～2001年3月　相愛大学人文学部非常勤講師
- 2001年4月～2006年3月　　財団法人環日本海経済研究所調査研究部研究員
- 2002年8月～2005年3月　　新潟大学法学部非常勤講師（韓国法）
- 2003年10月～2005年3月　県立新潟女子短期大学国際教養学科非常勤講師（現代韓国研究）
- 2004年4月～6月　米国・Monterey Institute of International Studies客員研究員
- 2005年4月～現在　新潟大学非常勤講師（日本国憲法）
- 2006年4月～現在　財団法人環日本海経済研究所調査研究部研究主任

## 著作
- (単著)『日本ノ対北朝鮮経済制裁ノ経済的効果ノ分析』（韓国・対外経済政策研究院、2005年)（朝鮮語）
- (共著)「第5部　北朝鮮」環日本海経済研究所編『北東アジア経済2005』（環日本海経済研究所、2006年）44～49頁。
- (共著)「南北首脳会談以降の南北経済関係」環日本海経済研究所編『現代韓国経済』（日本評論社、2005年）231～243頁。
- (共著)「第5部　北朝鮮」環日本海経済研究所編『北東アジア経済2004』（環日本海経済研究所、2005年）91～108頁。
- (共著)「朝鮮民主主義人民共和国」指宿信・米丸恒治編著『インターネット法情報ガイド』（日本評論社、2004年）75～85頁。
- (共著)「対外経済関係法」西村幸次郎編著『現代中国法講義』（法律文化社、2001年）118～136頁。（第7章）
- (共著)「朝鮮民主主義人民共和国」指宿信編著『インターネットで外国法』（日本評論社、1998年）156～165頁。